# انجمن هلمهولتس مراکز تحقیقاتی آلمان
انجمن هلمهولتسِ مراکز تحقیقاتی آلمان (به آلمانی: Helmholtz-Gemeinschaft Deutscher Forschungszentren) بزرگترین سازمان تحقیقاتی در کشور آلمان است. این سازمان از به هم پیوستن ۱۸ مرکز تحقیقاتی علمی-فنی و زیست‌شناختی-پزشکی به وجود آمده است. بودجه سالانه این انجمن بیش از ۳.۴ میلیارد یورو است. . 